# Ronnie Montrose
Ronnie Montrose (Denver, 29 novembre 1947 – Millbrae, 3 marzo 2012) è stato un chitarrista statunitense. Egli è particolarmente noto per essere stato il fondatore dei Montrose e in seguito dei meno noti Gamma, ma ha anche collaborato con noti artisti come Edgar Winter e Van Morrison, oltre ad aver intrapreso una carriera solista, attiva soprattutto negli anni novanta.

## Biografia
Ronnie Montrose nacque il 29 novembre del 1947 a Denver, Colorado. Egli iniziò a suonare la chitarra all'età di 17 anni, ma inizialmente doveva farsi prestare lo strumento poiché all'epoca non poteva permetterselo. Ronnie venne fortemente influenzato da gruppi rock degli anni 60 come gli Yardbirds di Jimmy Page, Jeff Beck, Cream e Jimi Hendrix.
Nei primi anni 70, Montrose abbandonò il Colorado per trasferirsi in California dove esordì all'interno del panorama musicale come chitarrista turnista per diversi importanti artisti, come Boz Scaggs, Herbie Hancock per l'album Mwandishi (1970), Van Morrison per gli album Tupelo Honey (1971) e Saint Dominic's Preview (1972), e con Edgar Winter, con cui incise They Only Come Out at Night (1972), dal quale vennero estratti i singoli Frankenstein, e Free Ride. Quest'ultimo brano era caratterizzato da un suo eccezionale intervento solista e ritmico, alternato alla presenza di Rick Derringer, collega di vecchia data di Winter. Montrose dimostrò di essere un grande intrattenitore dal vivo, spesso interagendo con Winter durante le esibizioni. L'Edgar Winter Group però era composto da talentuosi musicisti (Winter, Derringer, Dan Hartman), mentre Ronnie avrebbe voluto più spazio nel gruppo, così decise di abbandonare la formazione per fondare un progetto personale. Dopo queste importanti esperienze, Montrose venne contattato dai britannici Mott the Hoople ma, intenzionato a dar vita al suo progetto, declinò l'offerta.
Il chitarrista passò alla creazione della sua band, a cui diede il nome di Montrose, e che cominciò a prendere vita nell'autunno del 1973 a San Francisco. La formazione originale era composta dai suoi colleghi session player Bill Church (basso), Denny Carmassi (batteria), ed il dotato cantante californiano Sammy Hagar. Dopo aver concluso un contratto con l'etichetta Warner Bros. i Montrose realizzarono il loro debutto discografico nel novembre di quell'anno, l'omonimo Montrose, prodotto da Ted Templeman. Questo disco venne poi riconosciuto come uno dei migliori album hard rock/heavy metal degli anni '70. A meno di un anno dall'esordio, seguì il secondo capitolo, Paper Money. Questo disco tuttavia si rivelò sorprendentemente fallimentare, non riuscendo a bissare il successo del suo predecessore. A causa di questo insuccesso, sorsero delle tensioni tra Ronnie Montrose e Sammy Hagar, che presto portarono all'allontanamento di quest'ultimo dal gruppo a seguito del tour del disco per decisione dello stesso chitarrista. Dopo la sua dipartita, Hagar intraprese la carriera solista, e Ronnie a sua sostituzione chiamò in causa Bob James, ed il nuovo tastierista Jim Alcivar, con cui pubblicò il terzo album Warner Brothers Presents... Montrose! nel 1975. Anche questo lavoro si rivelò un fallimento, e dopo il successivo Jump on It (1976), i Montrose annunciarono ufficialmente lo scioglimento nel 1978.
Durante quello stesso anno, Montrose pubblicò il suo debutto solista, un album strumentale dal titolo di Open Fire, che venne prodotto da Edgar Winter nel quale spiccava la varietà di influenze e arrangiamenti. La sua carriera solista comunque sarà sempre caratterizzata da un eclettismo musicale, spaziando dall'hard rock al jazz fusion. Un anno dopo il chitarrista fondò una nuova band, i Gamma. La formazione originale era composta dal cantante scozzese Davey Pattison, il batterista Skip Gilette, assieme agli ex membri dei Montrose Alan Fitzgerald (basso) e Jim Alcivar (tastiere), che incise nel '79 il debutto discografico, intitolato Gamma 1. L'anno successivo seguì Gamma 2, che permise tour negli Stati Uniti e in Europa. Il terzo album, Gamma 3, trascinato dai singoli "No Destination" e soprattutto "Right the First Time", esplorò territori più melodici con le tastiere in risalto. Queste nuove direzioni non furono unanimi, e appena il disco entrò nelle classifiche americane, Carmassi abbandonò il gruppo per raggiungere gli Heart. Venne previsto un tour di supporto ai Foreigner in Europa, ma il leader fece presagire lo scioglimento: Montrose decise di abbandonare tutto improvvisamente nel bel mezzo del tour, dalla band all'etichetta discografica. Questa scelta venne provocata dalle seccanti pressioni da parte della loro etichetta, che insisteva per ciò che pubblicassero una hit.
Montrose inoltre si dedicò occasionalmente all'attività di produttore per alcuni gruppi heavy metal emergenti: nei primi anni del decennio produsse alcuni brani della Jeff Watson Band, un progetto capeggiato dal futuro chitarrista dei Night Ranger Jeff Watson; attorno al 1984 produsse alcune delle prime demo dei Tesla prima che si affermassero nella scena musicale; nel 1986 co-produsse il debutto discografico dei Lion intitolato Power Love; mentre l'anno seguente figurò produttore per il primo album degli Heathen Breaking the Silence.
Nello stesso '87 Ronnie annunciò la riunione dei Montrose, con una formazione completamente rivoluzionata, composta dal cantante Johnny Edwards (ex Buster Brown), il bassista Glenn Letsch (proveniente dai Gamma), ed il batterista James Kottak. I nuovi Montrose diedero alle stampe un album dal titolo di Mean per la Enigma Records, prima di sciogliersi.
Nel 1997 venne seppellita l'ascia di guerra tra Ronnie e Hagar, quando la formazione dei Montrose, composta da Montrose, Bill Church e Denny Carmassi, si riunì assieme a Sammy Hagar in occasione delle incisioni del brano Leaving The Warmth Of The Womb, che verrà inserito nel disco solista di Hagar Marching to Mars.
Nel 1999 Montrose avviò una band solista che includeva il chitarrista David Henzerling (noto sotto il nome di David Michael-Philips), ex membro dei King Kobra, il batterista John Covington (ex Greg Leon Invasion), e il bassista Bobby Gaylor. In seguito Henzerling e Covington formarono i Big Cock nel 2005. Montrose riformò i Gamma nel 2000, pubblicando quello stesso anno il quarto album del gruppo, Gamma 4.
Nel primo 2002, Ronnie Montrose resuscitò nuovamente i Montrose con una nuova formazione composta dal bassista Chuck Wright (ex Quiet Riot, House of Lords), il batterista Pat Torpey (ex Impellitteri, Mr. Big), ed il cantante Keith St. John, proveniente dai Burning Rain.

## Morte
Il 3 marzo 2012 Ronnie Montrose si è tolto la vita. L'ufficio del coroner della contea di San Mateo ha pubblicato un rapporto, il 6 aprile, il quale ha confermato che il chitarrista è morto per ferita auto-inflitta con un colpo di pistola. Montrose non ha lasciato alcun biglietto d'addio. Montrose ha avuto una vita difficile, che lo portava ad essere molto autocritico e che può aver contribuito al suo alcolismo a lungo termine. La tossicologia ha riportato un livello di alcool nel sangue di 0,31% (quattro volte il limite legale per la guida in California), al momento della morte. Nei primi mesi del 2012, la morte di suo zio e di Lola (il suo amato bulldog, la cui compagnia lo aveva aiutato a convivere con il periodo di guarigione dal cancro) hanno contribuito alla depressione.
La mattina del 3 marzo 2012, alle 11:01, una serie di messaggi di testo con la moglie Leighsa hanno preceduto il suicidio:
"... Io ho la 38 in mano e sono pronto ad andare."
"Mi dispiace tanto. Eppure ho la pistola in mano. Vado a fare quel viaggio. Ti amo tantissimo."
A questo punto Leighsa ha chiamato Ronnie e gli ha chiesto di venire a casa sua. Lui ha accettato ma Leighsa non ha aspettato e ha deciso di andare lei a casa di Ronnie, ma in quel momento ha notato un altro testo sul suo telefono cellulare.
"Non posso. Ho la pistola alla testa."
Leighsa si è precipitata a casa di Ronnie insieme alla madre di lei, e insieme hanno trovato Ronnie Montrose morto nel suo soggiorno. È stato dichiarato morto dal coroner a mezzogiorno.
Ronnie viveva nella Bay Area in California, e ha lasciato due figli, Jesse e Kira.

## Discografia

### Da solista
Album in studio
- 1978 - Open Fire
- 1986 - Territory
- 1988 - The Speed Of Sound
- 1990 - The Diva Station
- 1991 - Mutatis Mutandis
- 1994 - Music From Here
- 1996 - Mr. Bones
- 1999 - Bearings

Live
- 1999 - Roll Over And Play Live

### Con i Gamma
Album in studio
- 1979 - Gamma 1
- 1980 - Gamma 2
- 1982 - Gamma 3
- 2000 - Gamma 4

Live
- 1998 - Concert Classics

Raccolte
- 1992 - The Best of Gamma

### Altri album
- 1971 - Herbie Hancock - Mwandishi
- 1971 - Beaver & Krause - Gandharva
- 1971 - Van Morrison - Tupelo Honey
- 1972 - Van Morrison - Saint Dominic's Preview
- 1972 - Edgar Winter - They Only Come Out at Night
- 1972 - Sawbuck - Sawbuck
- 1973 - Kathi McDonald - Insane Asylum
- 1975 - Gary Wright - The Dream Weaver
- 1975 - Beau Brummels - The Beau Brummels
- 1976 - Dan Hartman - Images
- 1979 - Nicolette Larsen - In The Nick of Time
- 1979 - Lauren Wood - Lauren Wood
- 1979 - Tony Williams - The Joy of Flying
- 1987 - Neville Bros. - Uptown
- 1991 - Marc Bonilla - EE Ticket
- 1993 - Marc Bonilla - American Matador
- 1995 - Anti-m - Positively Negative
- 1996 - Edgar Winter - The Real Deal
- 1997 - Sammy Hagar - Marching to Mars
- 1998 - CJ Hutchins - Out of These Hands
- 2005 - Bruce Turgon - Outside Looking In

### Tribute album
- 2002 - The Songs Of Pink Floyd
- 2005 - Back Against The Wall: A Tribute To Pink Floyd
- 2005 - Secondhand Smoke: A Tribute to Frank Marino

### Produzioni
- 1986 - Lion - Power Love
- 1987 - Heathen - Breaking the Silence
- 2006 - Jerry Jennings - Shortcut to the Center